# Буковје в Бабни Гори
Буковје в Бабни Гори (словен. Bukovje v Babni Gori) је насељено место у општини Шмарје при Јелшах, Савињска регија, Словенија.

## Историја
До територијалне реорганизације у Словенији било је у саставу старе општине Шмарје при Јелшах.

## Становништво
У попису становништва из 2011. Буковје в Бабни Гори је имало 85 становника.
| Број становника према пописима | Број становника према пописима | Број становника према пописима |
| ------------------------------ | ------------------------------ | ------------------------------ |
| 1991                           | 2002                           | 2011                           |
| 81                             | 85                             | 85                             |

Напомена: До 1953. исказивано под именом Буковје.